# Dekeyser-Nektarfledermaus

Skizze des Verbreitungsgebiets, das laut IUCN deutlich kleiner ist

Die Dekeyser-Nektarfledermaus (Lonchophylla dekeyseri) ist eine gefährdete Fledermausart in der Familie der Blattnasen. Das Typusexemplar stammt aus der Umgebung von Brasiliens Hauptstadt Brasilia.
Die Art ist nach dem französischen Zoologen Pierre Louis Dekeyser benannt.

## Merkmale
Erwachsene Exemplare sind ohne Schwanz 48 bis 63 mm lang, die Schwanzlänge beträgt 6 bis 8 mm und das Gewicht liegt bei 10 g. Die Art hat 34 bis 38 mm lange Unterarme, Hinterfüße von etwa 11 mm Länge und 12 bis 16 mm lange Ohren. Die Fellfarbe variiert zwischen Hellbraun, einem helleren Zimtbraun und Gelbbraun, wobei die Unterseite leicht heller erscheint. Typisch für den Kopf sind eine langgestreckte Schnauze, gut entwickelte Vibrissen und warzenartige Auswüchse an den Lippen. Bei der Dekeyser-Nektarfledermaus sind die Flughäute bräunlich und sie weisen keine Muster auf. Die Schneidezähne ähneln in der Form kleinen Spaten. Die oberen Eckzähne besitzen eine Rille an der Vorderseite. Das Nasenblatt und weitere Merkmale entsprechen anderen Gattungsvertretern. Der diploide Chromosomensatz enthält 28 Chromosomen (2n=28).

## Verbreitung
Das recht kleine Verbreitungsgebiet liegt im zentralen Brasilien nordöstlich von Brasilia. Die Art lebt in Regionen mit Baumbestand in der Savannenlandschaft Cerrado. Sie bewohnt Gebiete mit Kalksteinfelsen und ruht vorwiegend in Höhlen. Manchmal werden Tunnel oder Straßendurchlässe als Versteck genutzt.

## Lebensweise
Die zwischen Abend- und Morgendämmerung aktive Dekeyser-Nektarfledermaus ernährt sich hauptsächlich von Nektar und Pollen, die gelegentlich mit Pflanzensamen und Insekten komplettiert werden. Bevorzugte Nahrungsquellen sind Pflanzen der Gattungen Pseudobombax (Malvengewächse), Bauhinien und Lafoensia (Weiderichgewächse). Im Versteck versammeln sich Kolonien mit wenigen hundert Mitgliedern. Die Anzahl der Weibchen am Ruheplatz ist immer höher, was vermuten lässt, dass die soziale Organisation einem Harem gleicht. Es gibt Anzeichen, dass Weibchen auch fremde Jungtiere versorgen. Weibchen, die ihre Nachkommen tragen, wurden nicht beobachtet. Manchmal wird die Höhle mit der Gemeinen Blütenfledermaus (Glossophaga soricina) geteilt.

## Gefährdung
Der Bestand ist durch Landschaftsveränderungen und durch Bergbau in den Kalksteingebieten bedroht. Zusätzlich wirken sich Krankheiten, wie Tollwut, negativ aus. Laut Schätzungen gibt es 2500 erwachsene Exemplare (Stand: 2016). Die IUCN listet die Art als stark gefährdet (endangered).